# 영 건즈
영 건즈(Young Gunz)는 레게와 랩을 주 장르로 하는 미국의 2인조 그룹으로, 영 크리스(Young Chris, 본명 Christopher F. Ries, 1983년 3월 9일 -)와 니프 벅(Neef Buck, 본명 Haneef Muhammad, 1983년 12월 29일 -)으로 구성된다. 메이저 데뷔 싱글인 Can't Stop, Won't Stop은 2003년 빌보드 차트에 올랐다.

## 개요
1999년에 제이-지에 의해 발굴되어 락커펠라 레코드에 영입된다. 이후 제이-지의 대표작인 The Blueprint에 참여했다.
2008년에는 영 크리스가 솔로 앨범을 내놓기도 했다.

## 음반

### 앨범
- Tough Luv(2004년 2월 24일)
- Brothers from Another(2005년 5월 24일)
- Rapid Fire(2008년 1월 29일)

### 싱글
- Can't Stop, Won't Stop(2003년)
- No Better Love(2004년)
- Friday Night(2004년)
- Set It Off(2005년)
- Don't Keep Me Waiting (Come Back Soon)(2005년)